# Aletia thomasi
Aletia thomasi is een vlinder uit de familie van de uilen (Noctuidae). De wetenschappelijke naam van de soort is voor het eerst geldig gepubliceerd in 1993 door Hacker, Hreblay & Plante.